# Ringens varv

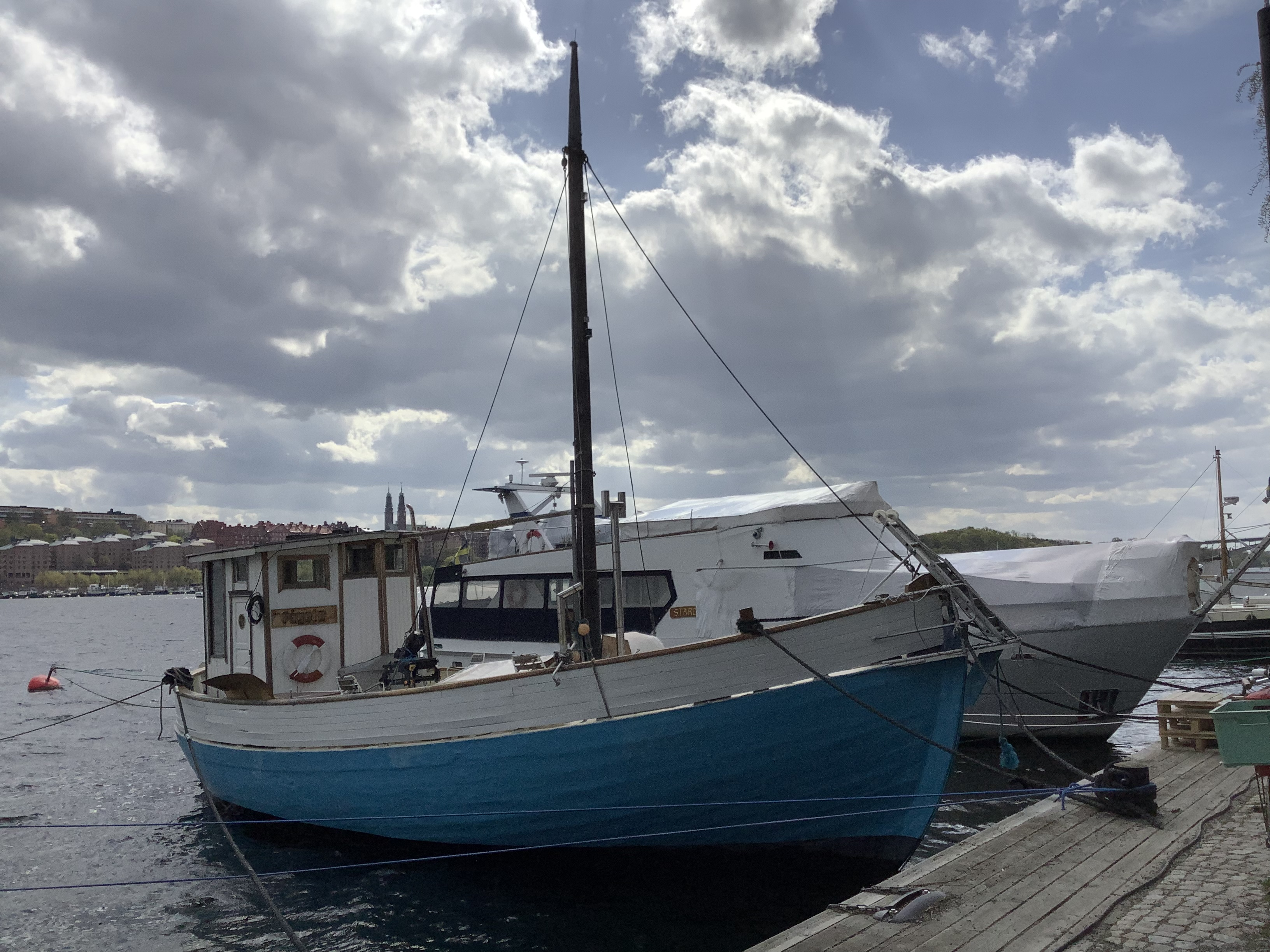
Fågeln, byggd 1908

Ringens varv är ett reparationsvarv och tidigare nybyggnadsvarv i Marstrand.
Ringens varv grundades av skeppsbyggmästare August Anderson 1887. Från början av 1900-talet byggdes varvet däckade fiskefartyg. Sonen Patrik Andersson (död 1949) tog över varvet efter faderns död 1924 och i slutet av 1930-talet sysselsattes 12-15 man. I samband med en större isländsk order på fiskebåtar byggdes en skrovhall 1944.
År 1950 köptes Ringens varv av Jean Dahlström och Ingvar Andersson. Fiskebåtar byggdes fram till 1965, varefter företaget fortsatte som reparationsvarv. Det köptes 1973 av Volvo Penta och blev reparationsvarv för fritidsbåtar. Nuvarande ägare köpte företaget 2001 och varvet sysslar numera främst med underhåll av fritidsbåtar och Volvo Penta-motorer. Ringens Varv har idag närmare 20 anställda och är auktoriserade för Volvo Penta och Yamaha. Företaget arbetar med renovering, reparationer och renoveringar samt erbjuder vinterförvaring och rekonditionering. År 2008 byggdes en första varmhall på Eriksberg i Marstrand. År 2011 investerades i ny el-hydraulisk pelarkran från Roodberg. År 2013 byggdes varmhall nummer två på Eriksberg i Marstrand.

## Byggda båtar i urval
- 1916 Asta av Smögen, trätrålare
- 1932 Heimdal, lotsbåt
- 1940-talet Ett antal stora träfiskefartyg till Island, del av köp av båtar från flera svenska varv